# Алякринский, Митрофан Иванович
Митрофан Иванович Алякринский (28 мая [8 июня] 1794, Вышеславское, Владимирское наместничество — 30 августа [11 сентября] 1872, Владимир) — российский врач, доктор медицины (1825), действительный статский советник.

## Биография
Происходил из духовного звания; родился в селе Вышеславском (ныне — Суздальский район Владимирской области), где его отец, Иван Васильевич, был священником Крестовоздвиженской церкви.
После Суздальского духовного училища (1804—1810) и Владимирской духовной семинарии (1810—1816) он был определён учителем и инспектором в Суздальское духовное училище. Живший в Суздале доктор Дмитрий Павлович Моренков (1759—1830), прославившийся приготовлением по своим рецептам оподельдока, крепкой летучей мази и мятных капель, уговорил Алякринского продолжать образование и дал средства на обучение в Московском университете, куда тот поступил в 1818 году.
Митрофан Иванович, испрося увольнение от училищных должностей, поступил в июне 1818 года в университет.
В 1821 году Алякринский окончил медицинский факультет Московского университета лекарем 1-го отделения и был оставлен при университете. В декабре 1825 года Алякринский защитил в Московском университете диссертацию «Dea sphicticis resuscitandis» и получил степень доктора медицины и был назначен субинспектором (помощником директора) существовавшего в то время медицинского института, а в следующем году — ещё и ординатором при университетской больнице.
В 1828 году, по призыву своего благодетеля Моренкова — до его смерти в 1830 году, он переехал в Суздаль. Получив в 1830 году, после испытания в Московском университете, звание инспектора врачебной управы, он в том же году был назначен инспектором врачебной управы во Владимире и в этой должности состоял до смерти. С 1831 года он также занимал должность врача в больнице при Владимирской семинарии.
В 1833 году он был утверждён членом Владимирского попечительного о тюрьмах комитета; в 1834 году произведён в надворные советники. В 1836 году, за отлично усердную службу, ему был пожалован бриллиантовый перстень с изумрудом. В 1838 году он был командирован в секретную комиссию для освидетельствования в Суздальском Спасо-Евфимиевом монастыре заключённых там лиц, с давнего времени, за разные преступления и в этом же году был произведён в коллежские советники. С 1841 года — статский советник. В 1844 году он был назначен директором Владимирского Александринского детского приюта и в этом же году получил знак отличия беспорочной службы за XX лет. В 1845 году ему была объявлена особенная благодарность министра внутренних дел — «за споспешествование усердием и деятельностью к приведению вверенной ему части в весьма удовлетворительное положение». С 1845 года Алякринский стал преподавать элементарную медицину во Владимирской духовной семинарии.
В 1846 году, в награду за многолетнюю беспорочную службу в должности инспектора врачебной управы, он был награждён орденом Св. Анны 3-й степени. В 1851 году утверждён в звании директора Владимирского губернского тюремного комитета.
В 1852 году, в награду за службу в должности директора Александринского детского приюта он получил орден Св. Анны 2-й степени и в этом же году пожалован знаком отличия беспорочной службы за XXV лет, а в 1858 году — императорской короной к ордену Св. Анны 2-й степени, знаком отличия беспорочной службы за ХХХ лет и пенсией (сверх жалованья).
В 1864 году он был произведён, за отличие, в действительные статские советники и пожалован орденом Св. Владимира 4-й степени. В 1868 году вышел в отставку.
Производимые Алякринским «моренковские лекарства» продавались по всей России: помимо рассылки их по разным городам, каждый год на Нижегородскую ярмарку отправлялось их на тридцать тысяч рублей.
Алякринскому принадлежит авторство следующих публикаций: «Описание оподельдока Моренкова, составл. преемником его, д-м Алякринским» («Друг здравия», 1834), «О пособии утопшим, замерзшим, угоревшим, задохшимся в неспособном для дыхания воздухе и лишившимся чувств от ушиба» («Владимирские губернские ведомости», 1861), «Описание эссенции перечной мяты г. Моренкова» (М.: тип. И. Курепкова, 1876).
М. И. Алякринский скончался в ночь с 29 на 30 августа 1872 года. «Похоронен во Владимирском женском монастыре, возле церкви, с восточной стороны холодного храма. Над могилой поставлен памятник. Немалое состояние, накопленное к концу жизни, доктор Алякринский завещал на благотворительность».